# Essomé Miyem
Essomé Miyem Nwal (Reims, 15 luglio 2001) è un cestista francese.

## Biografia
È il fratello minore della cestista Endéné Miyem.